# Английский язык австралийских аборигенов
Английский язык австралийских аборигенов (англ. Australian Aboriginal English) — диалект австралийского английского языка, который используется значительной частью аборигенов Австралии. Он состоит из нескольких видов, которые развивались по-разному в разных частях Австралии. Некоторые особенности английского языка австралийских аборигенов являются общими с креольскими языками, на которых говорят в соседних странах, таких как ток-писин в Папуа-Новой Гвинее, пиджин на Соломоновых Островах и бислама в Вануату.